# رئيسة القسم
رئيسة القسم هو مسلسل تلفزيوني كوميدي درامي أمريكي. تم إصدار المسلسل على نتفليكس في 20 أغسطس 2021.

## طاقم التمثيل
- ساندرا أوه بدور د. جي يون كيم [3]
- هولاند تايلور في دور البروفيسور جوان هامبلينج [3]
- جاي دوبلاس في دور البروفيسور بيل دوبسون [3]
- بوب بالابان في دور البروفيسور إليوت رينتز [3]
- نانا منساه في دور البروفيسور ياز مكاي [3]
- ديفيد مورس في دور العميد بول لارسون [3]

## روابط خارجية
- The Chair on Netflix
- The Chair at IMDb